# Wahlergebnisse der Stadt Bad Oeynhausen
In den folgenden Listen werden die Wahlergebnisse der Stadt Bad Oeynhausen, einer ostwestfälischen Stadt in Nordrhein-Westfalen aufgelistet.

## Wahlen zum Rat der Stadt Bad Oeynhausen
Der Rat der Stadt Bad Oeynhausen hat 44 Sitze. Hinzu kommt der Bürgermeister als Ratsvorsitzender.
- Die Linke: 2
- SPD: 13
- GRÜNE: 10
- UWG: 1
- FDP: 3
- BBO: 3
- CDU: 19
- AfD: 3

| [ 1 ] [ 2 ] [ 3 ] [ 4 ] [ 5 ] | 2020  | 2020  | 2014  | 2014  | 2009  | 2009  | 2004  | 2004  | 1999  | 1999  | 1994  | 1994  | 1989  | 1989  | 1984  | 1984  | 1979  | 1979  | 1975  | 1975  |
| Partei                        | Sitze | %     | Sitze | %     | Sitze | %     | Sitze | %     | Sitze | %     | Sitze | %     | Sitze | %     | Sitze | %     | Sitze | %     | Sitze | %     |
| ----------------------------- | ----- | ----- | ----- | ----- | ----- | ----- | ----- | ----- | ----- | ----- | ----- | ----- | ----- | ----- | ----- | ----- | ----- | ----- | ----- | ----- |
| CDU                           | 19    | 34,94 | 16    | 36,54 | 15    | 33,60 | 18    | 40,85 | 22    | 50,01 | 20    | 41,51 | 18    | 37,97 | 20    | 45,25 | 20    | 43,93 | 21    | 46,44 |
| SPD                           | 13    | 24,20 | 14    | 32,28 | 14    | 30,96 | 16    | 36,37 | 16    | 36,37 | 18    | 38,05 | 20    | 43,78 | 21    | 45,25 | 21    | 47,58 | 20    | 44,27 |
| GRÜNE                         | 10    | 18,31 | 5     | 10,17 | 4     | 9,28  | 7     | 15,22 | 4     | 9,35  | 7     | 16,15 | 4     | 10,41 | 4     | 9,50  | —     | —     | —     | —     |
| BBO1                          | 3     | 5,52  | 4     | 9,55  | 4     | 9,27  | —     | —     | —     | —     | —     | —     | —     | —     | —     | —     | —     | —     | —     | —     |
| FDP                           | 3     | 6,11  | 1     | 3,21  | 3     | 7,31  | 3     | 7,57  | 2     | 4,26  | 0     | 4,29  | 3     | 7,84  | —     | —     | 4     | 8,49  | 4     | 9,29  |
| UW2                           | 1     | 2,08  | 2     | 3,47  | 2     | 5,77  | —     | —     | —     | —     | —     | —     | —     | —     | —     | —     | —     | —     | —     | —     |
| Die Linke                     | 2     | 2,97  | 2     | 4,78  | 2     | 3,80  | —     | —     | —     | —     | —     | —     | —     | —     | —     | —     | —     | —     | —     | —     |
| AfD                           | 3     | 5,87  | —     | —     | —     | —     | —     | —     | —     | —     | —     | —     | —     | —     | —     | —     | —     | —     | —     | —     |
| Gesamt3                       | 54    | 100   | 44    | 100   | 44    | 100   | 44    | 100   | 44    | 100   | 45    | 100   | 45    | 100   | 45    | 100   | 45    | 100   | 45    | 100   |
| Wahlbeteiligung               | 48,86 | 48,86 | 45,54 | 45,54 | 49,28 | 49,28 | 52,14 | 52,14 | 53,11 | 53,11 | 80,75 | 80,75 | 66,32 | 66,32 | 69,59 | 69,59 | 73,29 | 73,29 | 86,19 | 86,19 |

1„Bürger für Bad Oeynhausen“
2„Unabhängige Wähler Bad Oeynhausen“
3ohne Berücksichtigung von Rundungsdifferenzen

## Wahlen zumLandtag Nordrhein-Westfalen
Bad Oeynhausen gehörte bis zur Wahlperiode 2012–2017 zum Landtagswahlkreis Minden-Lübbecke III. Seit 2017 gehören die Stadtteile südlich der Werre zum Landtagswahlkreis Herford I – Minden-Lübbecke III, die Stadtteile nördlich der Werre zum Landtagswahlkreis Herford II – Minden-Lübbecke IV.
| Parteien und Wählergemeinschaften | Parteien und Wählergemeinschaften           | LW 2022 | LW 2017 | LW 2012 | LW 2010 | LW 2005 |
| CDU                               | Christlich Demokratische Union Deutschlands | 34,05 % | 32,68 % | 26,58 % | 33,97 % | 45,49 % |
| SPD                               | Sozialdemokratische Partei Deutschlands     | 29,17 % | 34,82 % | 41,32 % | 37,78 % | 38,43 % |
| GRÜNE                             | Bündnis 90/Die Grünen                       | 15,51 % | 6,14 %  | 9,85 %  | 11,29 % | 5,24 %  |
| FDP                               | Freie Demokratische Partei                  | 5,73 %  | 10,80 % | 8,20 %  | 5,88 %  | 5,75 %  |
| LINKE                             | Die Linke                                   | 1,97 %  | 4,15 %  | 2,53 %  | 5,85 %  | 1,63 %  |
| AfD                               | Alternative für Deutschland                 | 7,72 %  | 7,66 %  | —       | —       | —       |
| PIRATEN                           | Piratenpartei Deutschland                   | 0,23 %  | 0,77 %  | 7,44 %  | 1,06 %  | —       |
| Sonst.                            | Sonstige Parteien                           | 5,62 %  | 3,30 %  | 4,06 %  | 4,14 %  | 3,45 %  |
| Gesamt                            | Gesamt                                      | 100 %   | 100 %   | 100 %   | 100 %   | 100 %   |
| Wahlbeteiligung                   | Wahlbeteiligung                             | 51,06 % | 58,64 % | 55,00 % |         |         |

## Wahlen zumDeutschen Bundestag
Bad Oeynhausen gehört zum Bundestagswahlkreis Herford – Minden-Lübbecke II.
| Parteien und Wählergemeinschaften | Parteien und Wählergemeinschaften           | BW 2025 | BW 2021 | BW 2017 | BW 2013 | BW 2009 | BW 2005 |
| CDU                               | Christlich Demokratische Union Deutschlands | 28,94 % | 25,07 % | 33,20 % | 41,59 % | 34,19 % | 42,87 % |
| SPD                               | Sozialdemokratische Partei Deutschlands     | 20,97 % | 30,02 % | 26,89 % | 32,78 % | 30,78 % | 44,88 % |
| GRÜNE                             | Bündnis 90/Die Grünen                       | 9,74 %  | 13,74 % | 6,94 %  | 7,48 %  | 8,51 %  | 3,31 %  |
| FDP                               | Freie Demokratische Partei                  | 4,04 %  | 11,94 % | 12,45 % | 4,59 %  | 14,18 % | 3,78 %  |
| LINKE                             | Die Linke                                   | 6,97 %  | 3,51 %  | 6,85 %  | 5,44 %  | 7,80 %  | 4,06 %  |
| AfD                               | Alternative für Deutschland                 | 20,32 % | 9,16 %  | 10,51 % | 3,95 %  | —       | —       |
| BSW                               | Bündnis Sahra Wagenknecht                   | 5,21 %  | —       | —       | —       | —       | —       |
| Sonst.                            | Sonstige Parteien                           | 3,81 %  | 6,57 %  | 3,16 %  | 4,98 %  | 4,55 %  | 1,10 %  |
| Gesamt                            | Gesamt                                      | 100 %   | 100 %   | 100 %   | 100 %   | 100 %   | 100 %   |
| Wahlbeteiligung                   | Wahlbeteiligung                             | 79,23 % | 73,11 % | 72,93 % | 69,80 % |         |         |

## Wahlen zumEuropäischen Parlament
| Parteien und Wählergemeinschaften | Parteien und Wählergemeinschaften                                                             | EW 2024 | EW 2019 | EW 2014 | EW 2009 | EW 2004 |
| CDU                               | Christlich Demokratische Union Deutschlands                                                   | 30,16 % | 26,88 % | 34,77 % | 36,90 % | 44,58 % |
| SPD                               | Sozialdemokratische Partei Deutschlands                                                       | 19,81 % | 21,18 % | 35,01 % | 28,39 % | 28,49 % |
| GRÜNE                             | Bündnis 90/Die Grünen                                                                         | 10,70 % | 21,63 % | 9,16 %  | 10,96 % | 10,35 % |
| FDP                               | Freie Demokratische Partei                                                                    | 5,51 %  | 6,53 %  | 3,36 %  | 11,96 % | 7,95 %  |
| LINKE                             | Die Linke                                                                                     | 1,88 %  | 4,06 %  | 5,04 %  | 4,43 %  | 1,48 %  |
| AfD                               | Alternative für Deutschland                                                                   | 15,39 % | 9,87 %  | 6,72 %  | —       | —       |
| Die PARTEI                        | Partei für Arbeit, Rechtsstaat, Tierschutz, Elitenförderung und basisdemokratische Initiative | 2,04 %  | 2,05 %  | —       | —       | —       |
| BSW                               | Bündnis Sahra Wagenknecht                                                                     | 5,79 %  | —       | —       | —       | —       |
| Sonst.                            | Sonstige Parteien                                                                             | 10,60 % | 7,80 %  | 5,94 %  | 7,36 %  | 7,14 %  |
| Gesamt                            | Gesamt                                                                                        | 100 %   | 100 %   | 100 %   | 100 %   | 100 %   |
| Wahlbeteiligung                   | Wahlbeteiligung                                                                               | 58,96 % | 57,63 % | 47,4 %  | 36,91 % | 37,81 % |